# 영국의 문화
영국의 문화는 영국과 영국인과 관련된 인간 활동과 상징의 연속선이다. 선진화한 섬나라, 자유민주주의, 강대국, 기독교적 종교 생활, 4개의 나라 (잉글랜드, 북아일랜드, 스코틀랜드, 웨일스), 또 그곳을 구별하는 의상, 문화, 상징으로 영국사를 설명한다.
영국 문학, 음악, 영화, 미술, 연극, 매체, 텔레비전, 철학, 건축은 전 세계에 영향을 주고, 존경을 받는다. 또, 영국은 과학기술에도 두드러진다. 스포츠는 영국 문화의 중요한 일부이며, 특히 축구와 크리켓 같은 수많은 스포츠가 이 나라에서 기원하였다.  영국은 문화 초강대국(cultural superpower)으로 여기며 런던은 로마와 더불어 세계적인 문화적 수도로 기술된다.
영국의 기원과 더불어 산업 혁명은 사회경제학적으로, 문화적으로 세계에 광범위한 영향을 미쳤다. 대영 제국의 결과로 영국의 상당한 영향력은 오스트레일리아, 캐나다, 인도, 아일랜드 공화국, 뉴질랜드, 나이지리아, 파키스탄, 남아프리카, 미국을 포함한 나라들의 언어, 문화, 법률에 담겼다. 이러한 나라들은 통틀어 영어권이라 하며 영국의 가장 가까운 동맹국에 속한다. 영국 제국은 영국 문화, 특히 영국 요리에도 영향을 미쳤다.

## 같이 보기
- 영국 디지털·문화·미디어·스포츠부
- 팬케이크 데이
- 만우절
- 키치너 모병 포스터
- 영연방

## 참조
1. ↑  "The cultural superpower: British cultural projection abroad" 보관됨 2018-09-16 - 웨이백 머신. Journal of the British Politics Society, Norway. Volume 6. No. 1. Winter 2011
2. ↑  Sheridan, Greg (2010년 5월 15일). “Cameron has chance to make UK great again”. 《The Australian》 (Sydney). 2012년 5월 20일에 확인함.
3. ↑  Calder, Simon (2007년 12월 22일). “London, capital of the world”. 《The Independent》 (London).
4. ↑  “London is the world capital of the 21st century... says New York | News”. 《Evening Standard》. London. 2009년 11월 25일에 원본 문서에서 보존된 문서. 2012년 2월 10일에 확인함.
5. ↑  “London is world capital of culture says LSE expert – 2008 – News archive – News – News and media – Home”. .lse.ac.uk. 2011년 11월 18일에 원본 문서에서 보존된 문서. 2012년 2월 10일에 확인함.
6. ↑  “Cultural Strategy | Greater London Authority”. London.gov.uk. 2010년 9월 6일. 2012년 2월 9일에 원본 문서에서 보존된 문서. 2012년 2월 10일에 확인함.
7. ↑  Swaine, Jon (13 January 2009) Barack Obama presidency will strengthen special relationship, says Gordon Brown The Daily Telegraph. Retrieved 3 March 2010.
8. ↑  E. J. Kirchner and J. Sperling, Global Security Governance: Competing Perceptions of Security in the 21st Century (London: Taylor & Francis, 2007), p. 100.
9. ↑  “Jeremy Paxman: what empire did for Britain”. London: The Telegraph. 2011년 10월 2일. 2011년 11월 19일에 확인함.